# Michel Quint

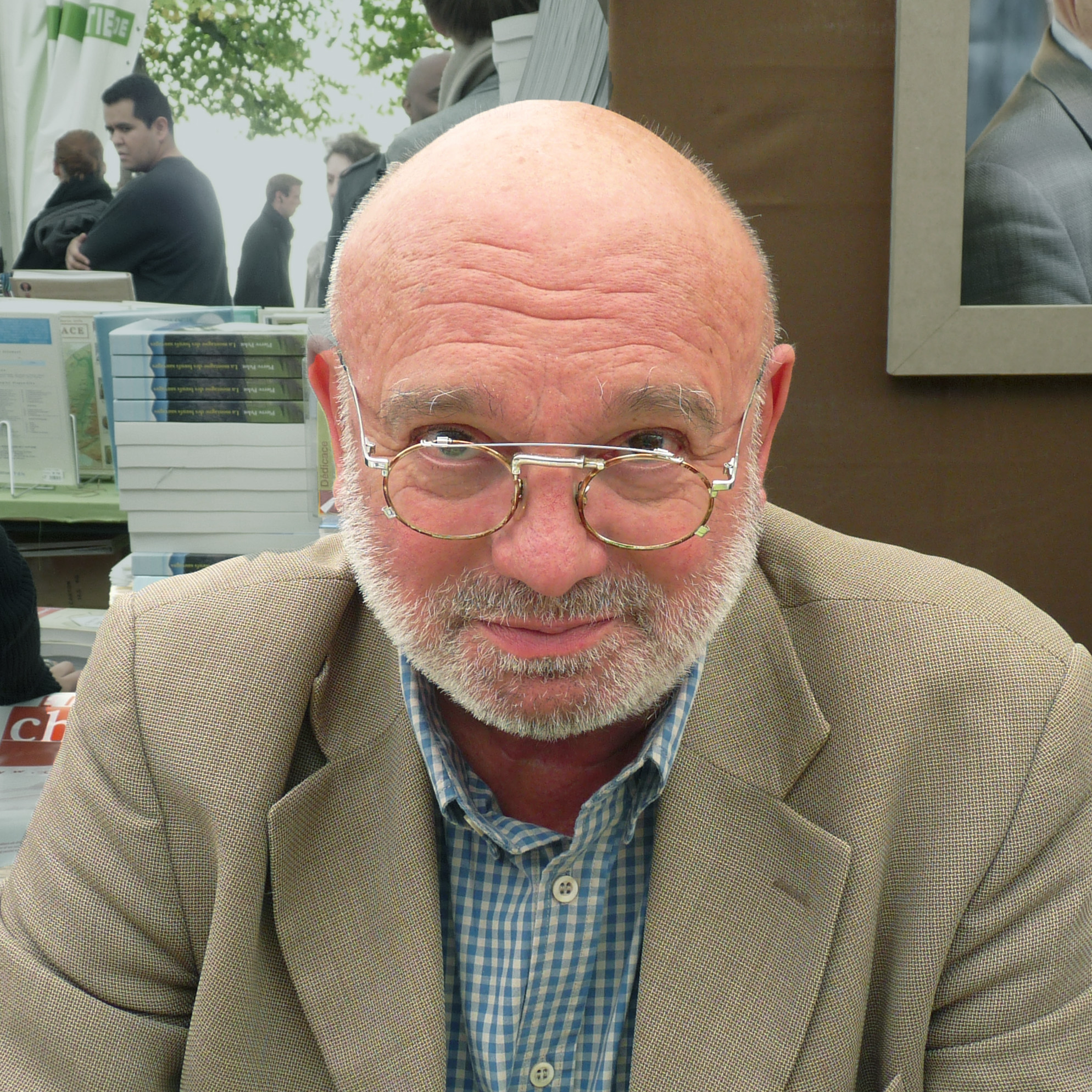
Michel Quint (2011)

Michel Quint (* 17. November 1949 in Leforest, Region Nord-Pas-de-Calais) ist ein französischer Schriftsteller.
Quint wurde berühmt durch seine Werke Billard à l'étage, für den er den Preis für Kriminalromane erhielt, und Effroyables Jardins, das von Jean Becker verfilmt wurde.

## Werke in deutscher Sprache
- Die schrecklichen Gärten, München 2002 (Wilhelm Goldmann Verlag)